# Konferensen
Konferensen (lit. ‘La conferència’) és una pel·lícula slasher sueca del 2023 dirigida per Patrik Eklund i coguionada amb Thomas Moldestad. Basada en la novel·la homònima de Mats Strandberg del 2021, ha estat subtitulada al català.

## Sinopsi
Un grup de treballadors municipals assisteix a una conferència que pretén enfortir la construcció d'equips. L'estat general de la trobada s'enterboleix quan es comença a estendre el rumor que hi ha hagut corrupció. Aquest rumor es materialitza en haver-hi un psicòpata misteriós emmascarat a semblança de Pinotxo que persegueix els participants de la conferència i els assassina un per un.

## Repartiment
- Katia Winter com a Lina
- Eva Melander com a Eva
- Adam Lundgren com a Jonas
- Bahar Pars com a Nadja
- Maria Sid com a Ingela
- Marie Agerhäll com a Cleo
- Christoffer Nordenrot com a Kaj
- Amed Bozan com a Amir
- Lola Zackow com a Jenny
- Claes Hartelius com a Torbjörn
- Cecilia Nilsson com a Anette
- Jimmy Lindström com a Karl
- Martin Lagos com a Roger
- Robert Follin com a Sotis
- Margareta Pettersson (actriu de veu)

## Producció
El guió va ser escrit pel director Patrik Eklund i Thomas Moldestad, que es van basar en la novel·la Konferensen de Mats Strandberg, publicada el 2021. El film va ser encarregat per Netflix i produït per Ina Sohlberg per a SF Studios. L'equip de producció també va incloure Tove Jansson, Eva von Bahr i Love Larson com a maquilladors (que van guanyar un premi Guldbagge pel resultat), Ingrid Sjögren com a dissenyadora de vestuari i Tim King, Jonathan Ridings i Mats Strandberg com a productors executius juntament amb Jimm Garbis com a productor associat.
Gran part de les escenes es van rodar a Estocolm i els voltants. De fet, es creu que el llac Mälaren va ser una de les localitzacions de la pel·lícula.

## Estrena
Es va estrenar el divendres 13 d'octubre del 2023 a través de la plataforma Netflix. Va sortir en la temporada de l'any prèvia a Halloween.

## Recepció

### Crítica
Al lloc web de ressenyes Rotten Tomatoes, el 74 % dels 19 crítics que la van ressenyar va trobar-la bona i va rebre una puntuació mitjana de 5,9/10.
Pel que fa a la crítica cinematogràfica, Alexander Kardelo de MovieZine va donar-li 4 estrelles de 5, argumentant que era una «comèdia slasher brutalment entretinguda» i que «ofereix a l'audiència una experiència intensa i terrorífica que li pessigolleja el pit fins a matar-la de por». Karolina Fjellborg d'Aftonbladet va puntuar-la igual, qualificant-la d'un «cop d'aire fresc, festiu; una pel·lícula slasher que combina alguns dels enfocaments clàssics del gènere amb personatges molt suecs en un context molt suec». En canvi, Mrinal Rajaram de Cinema Express va donar-li 2,5 punts de 5, atès que «la premissa és interessant» i «té molt de potencial», però «es perd en l'ús de clixés de slashers», amb la qual cosa «l'expectativa ràpidament es torna decepció i acaba en avorriment». En darrer lloc, Emiliano Basile d'EscribiendoCine va valorar-la amb un 6/10: «Patrick Eklund fa una comèdia slasher desavergonyidament gore i amb sàtira social que fa reflexionar sobre la increïble capacitat de resistència de l'ésser humà».

### Premis i nominacions
| Any  | Premi                 | Categoria                      | Receptor(s)                              | Resultat  | Ref.         |
| ---- | --------------------- | ------------------------------ | ---------------------------------------- | --------- | ------------ |
| 2023 | 59ns Premis Guldbagge | Millor maquillatge i pentinats | Tove Jansson, Eva von Bahr i Love Larson | Guanyador | [ 15 ] [ 5 ] |
| 2023 | 59ns Premis Guldbagge | Millors efectes visuals        | Alan Banis i Andreas Hylander            | Nominat   | [ 15 ] [ 5 ] |